# کاروانسرای کلمرز قدیم
کاروانسرای کلمرز قدیم مربوط به دوره قاجار است و در شهرستان طبس، بخش مرکزی، دهستان منتظریه، کاروانسرای کلمرز واقع شده و این اثر در تاریخ ۷ اسفند ۱۳۸۶ با شمارهٔ ثبت ۲۱۶۸۳ به‌عنوان یکی از آثار ملی ایران به ثبت رسیده است.